# Saint-Sauveur-Marville
Saint-Sauveur-Marville is een gemeente in het Franse departement Eure-et-Loir (regio Centre-Val de Loire). De plaats maakt deel uit van het arrondissement Dreux. Saint-Sauveur-Marville telde op 1 januari 2022 927 inwoners.

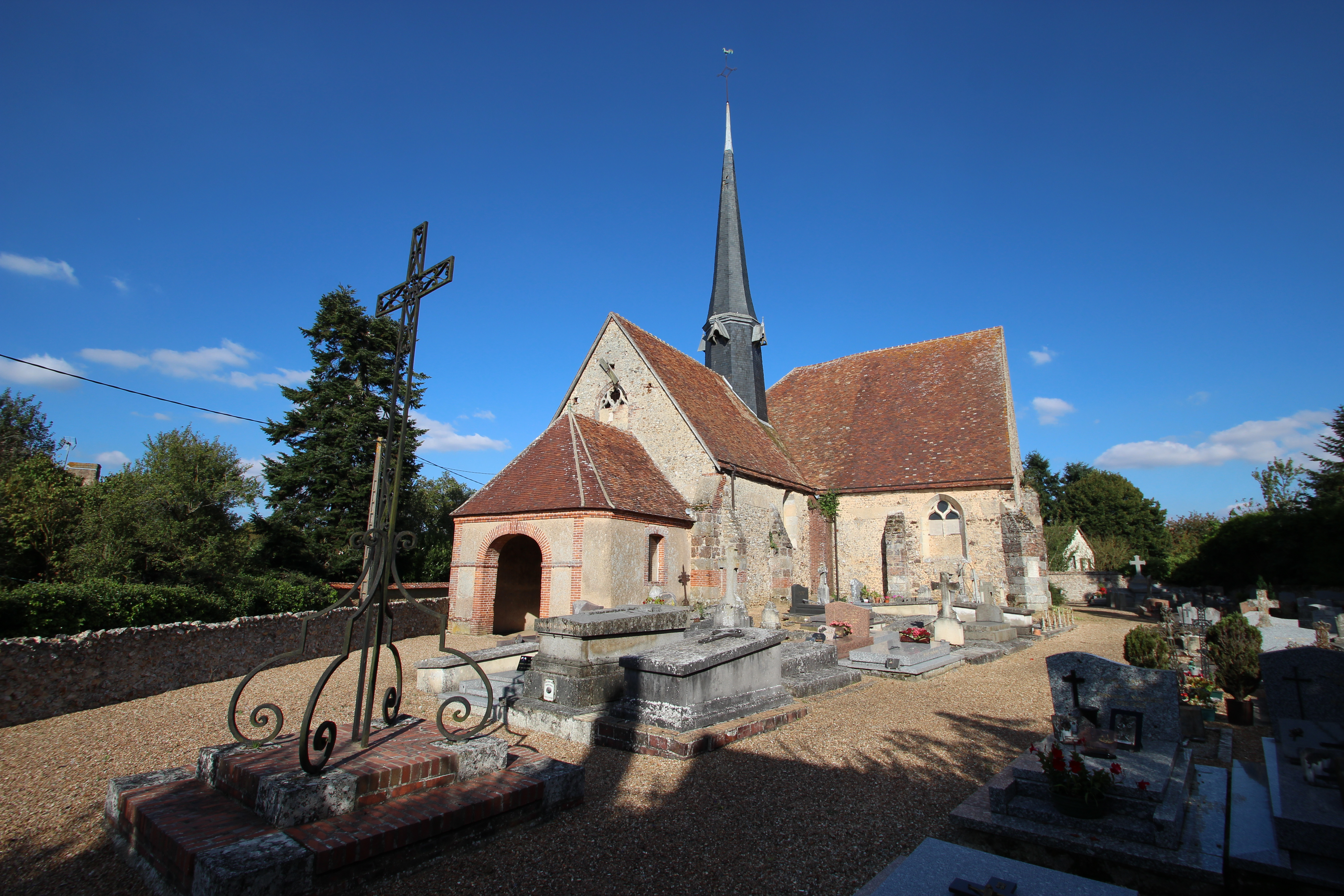
Kerk van Saint-Sauveur-Marville
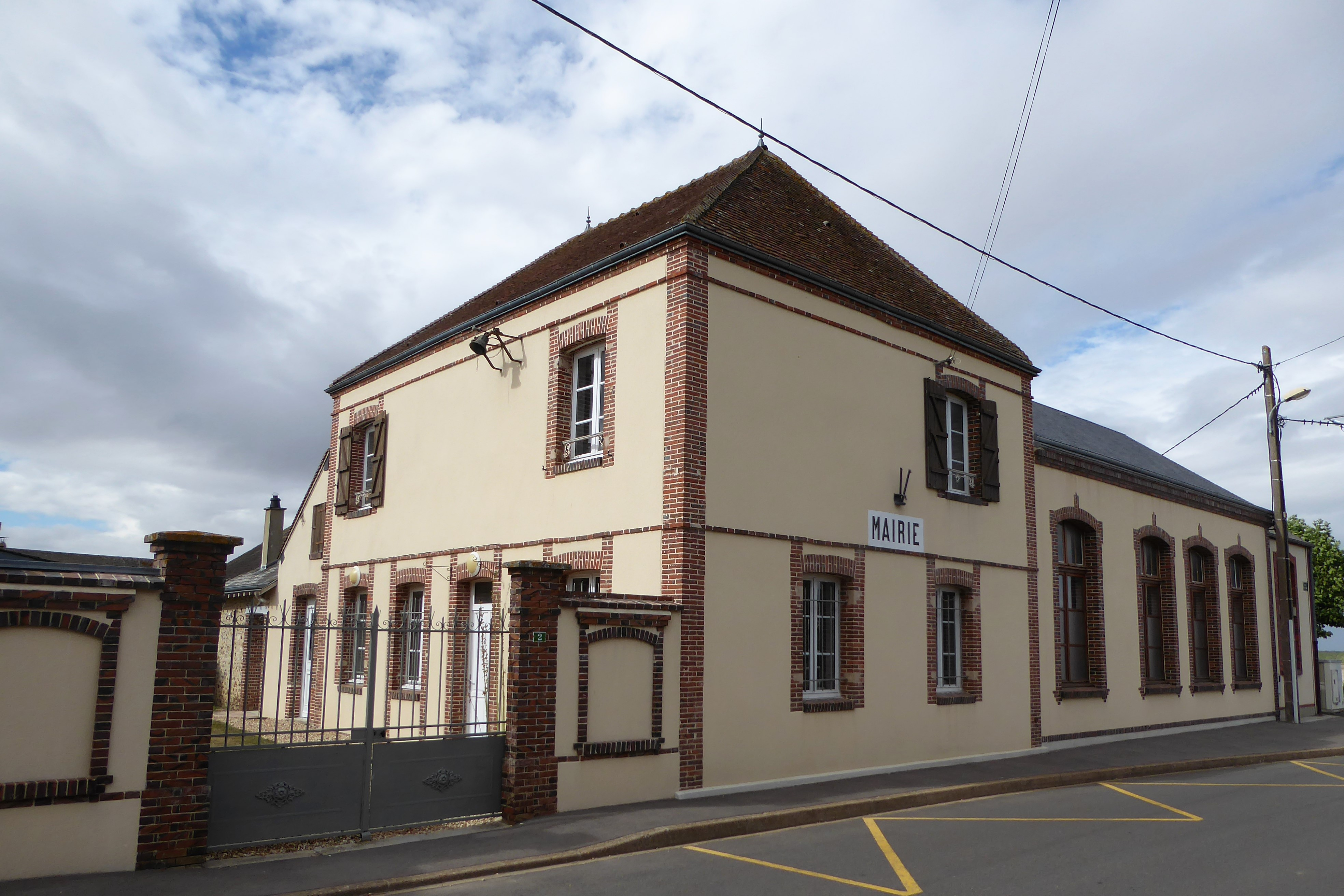
Gemeentehuis

## Geografie
De oppervlakte van Saint-Sauveur-Marville bedroeg op 1 januari 2022 18,84 vierkante kilometer; de bevolkingsdichtheid was toen 49,2 inwoners per km².

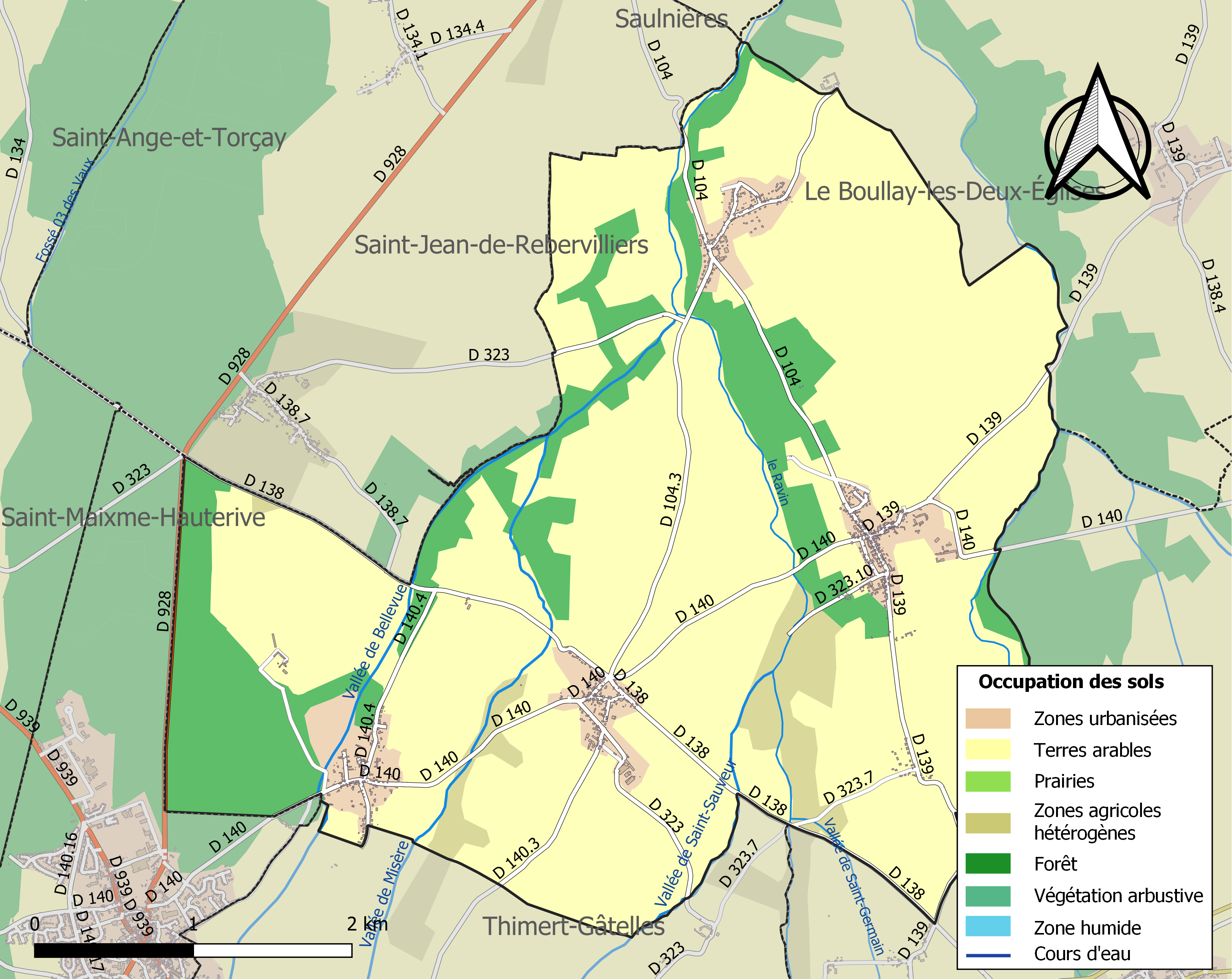
Kaart van de gemeente met belangrijkste infrastructuur, bodemgebruik en omliggende gemeenten

## Demografie
Onderstaande figuur toont het verloop van het inwonertal (bron: INSEE-tellingen).